# Rubus leucodermis
La frambuesa azul (Rubus leucodermis) es miembro del género rubus y de la familia de las rosáceas.

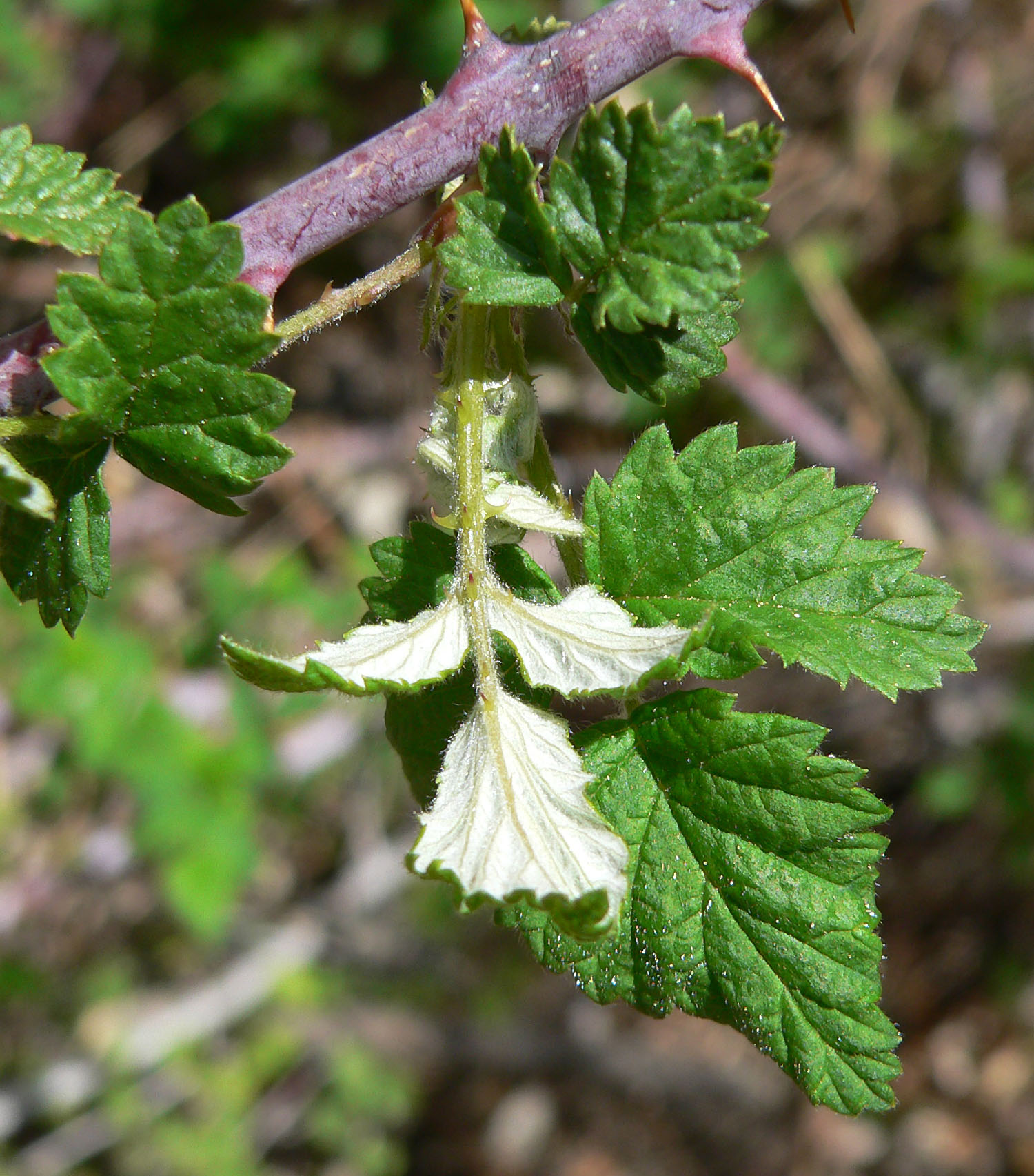
Hojas

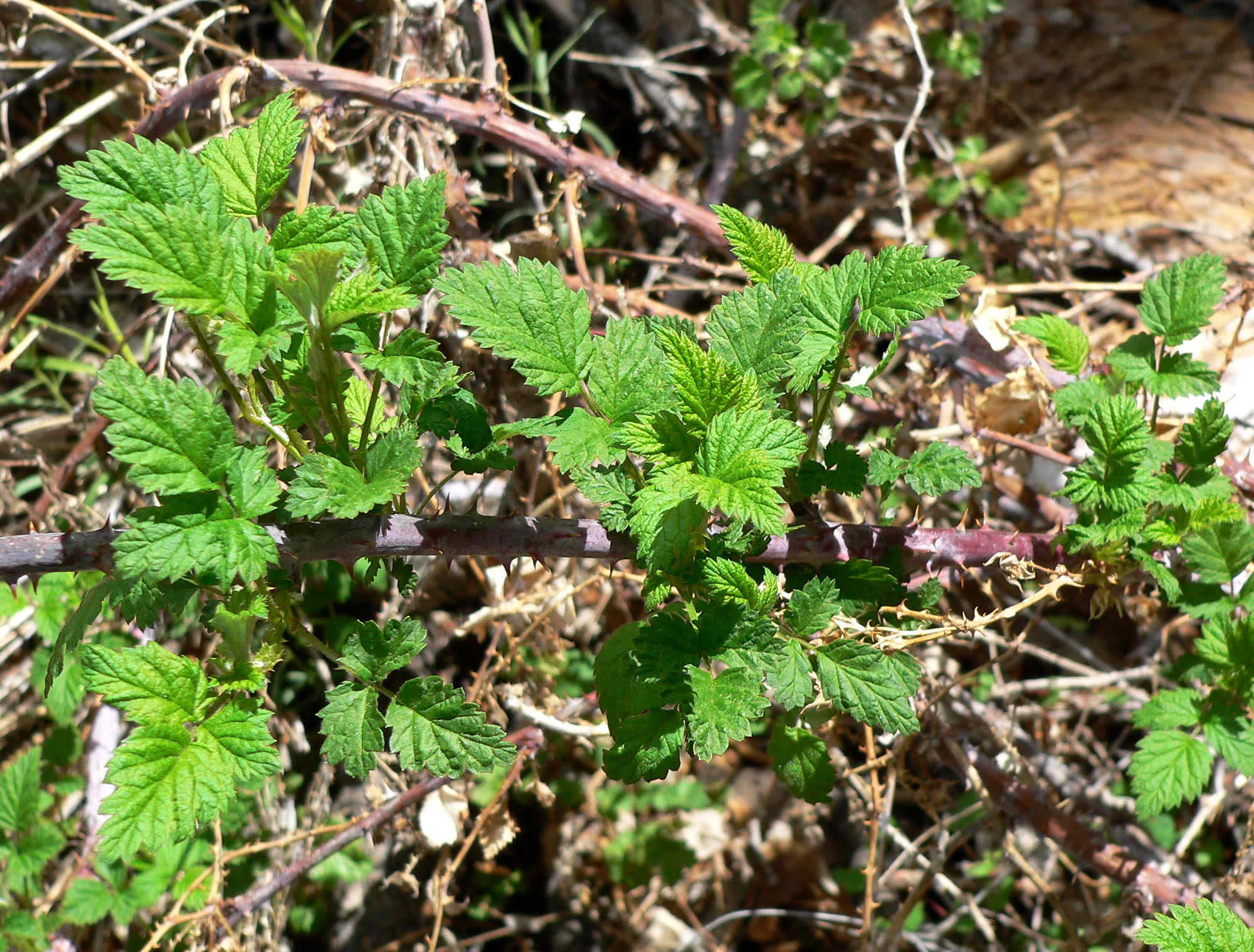
Vista de la planta

## Características
La frambuesa azul crece recta hasta una altura de 2 a 3 m. Los tallos nuevos y los esquejes de la planta tienen una pubosidad blanco plateada. Tallos, esquejes y hojas muestran espinas ganchosas. La planta tiene flores blancuzcas y algunas veces en color morado rosáceo, produce frutos rojos, las cuales en plena madurez pasan a azul oscuro cubiertos por el mismo vello que los tallos.

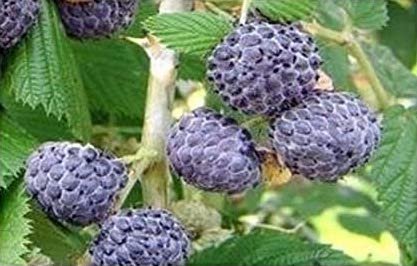
Frambuesa azul

### Distribución
Crece en los claros de bosques y valles del oeste de Norteamérica, desde Alaska, Canadá hasta México en diferentes variedades regionales.

## Sistemática
Las variedades reconocidas son:
- Rubus leucodermis var bernadinus Jepson
- Rubus leucodermis var trinitatis Berger

## Uso
La frambuesa azul muestra altos contenidos de antocianina y ácido elágico. Las frutas sabrosamente agridulces y comestibles, se usan también en la medicina tradicional popular de las tribus indígenas contra inflamaciones crónicas, gripe y lesiones de la piel (externo y oral). 
Según estudios de las escuelas médicas en Japón, y universidades de Estados Unidos, la combinación de la antocianina (el pigmento azul), la fibra y el ácido elágico (como elagitanina en la planta) tendría efectos positivos en la prevención y tratamiento de varios tipos de cáncer en un cercano futuro. (Solicitud de patente 20050136141 del 23 de junio de 2005, USPTO, Prof. Gary Stoner, Ohio State University).

## Taxonomía
Rubus leucodermis fue descrita por Douglas ex Torr. & A.Gray y publicado en A Flora of North America: containing . . . 1(3): 454. 1840.
Etimología
Ver: Rubus
leucodermis: epíteto latíno que significa piel clara.